# Metropolia Besançon
Metropolia Besançon – metropolia Kościoła rzymskokatolickiego we wschodniej Francji. Powstała w IV wieku. Obecnie w jej skład wchodzi jedna archidiecezja i pięć diecezji. Najważniejszą świątynią jest Katedra w Besançon. 

## Diecezje
- Archidiecezja Besançon
- Diecezja Belfort-Montbéliard
- Diecezja Nancy
- Diecezja Saint-Claude
- Diecezja Saint-Dié
- Diecezja Verdun